# Marc Lagrange
Pour les articles homonymes, voir Lagrange.
Marc Lagrange, né en 1957 à Léopoldville (Congo belge, actuelle République démocratique du Congo), et mort le 25 décembre 2015 à Tenerife (Espagne) est un photographe belge.
Il s'est rendu célèbre notamment par ses photographies de nus féminin.

## Biographie
Ingénieur de formation, Marc Lagrange s'est tourné vers la photographie dans les années 1980.
En 2006, il expose au musée de la photographie d'Anvers la série Château Lagrange. En 2012, il réalise une série de photographies commandée par Delvaux, maison de maroquinerie de luxe, pour la campagne À chacune son brillant. Sa célébrité fut croissante et, de 2013 à 2015, il multiplia les expositions à travers le monde autour de différents thèmes.
Il est mort en décembre 2015 sur l'île de Tenerife. En 2016, une exposition lui est consacrée à la galerie La Hune à Paris.

## Œuvre
À travers des photographies argentiques de grande taille et des Polaroïds, il consacra essentiellement son art à fixer l'image du corps des femmes. Ses photographies de nus féminins et ses portraits, chargé d'érotisme et de sensualité, s'inscrivent ainsi, avec une notoriété bien moindre, dans la lignée de photographes tels qu'Helmut Newton ou Irving Penn dont il s'inspirait,
Si son travail a consisté surtout à interroger le rapport au corps de la femme — comme dans God created… Women, où il questionne la position de la religion vis-à-vis du corps de la femme et de la dimension sexuelle de l'humanité — il fut soucieux du détail, travaillant autour de la mise en scène et cherchant à raconter une histoire à travers le medium de la photographie[réf. nécessaire].

## Publications
- Château Lagrange, Geert Stadeus, Musée de la Photographie, Anvers, 2006
- (en) Lust, Tectum, AllMedia Publihing, 2008, 168 p.  (ISBN 9076886679)
- Sublimes, YB Éditions, 2008, 166 p.  (ISBN 2355370117)
- (nl) Polarized, Ludion éditions, 2009  (ISBN 9055449393)
- God created… Women, 2010
- (en) XXML, Lido, 2012, 400 p.  (ISBN 9491301039)
- (en) Art Book, 2013
- (en) Diamonds and pearls, teNeues, Éditions Mul, collection Erotic Library new, 2013, 208 p.  (ISBN 383279705X)
- Hotel maritime #58, 2014
- Senza Parole, teNeues Media GmbH & Co. KG, Collection Erotic Art Phot, 2015, 208 p.  (ISBN 3832732985)
- Normal Magazine, n°1, hors-série, 2016 [en hommage à Marc Lagrange rendu par la galerie-librairie La Hune et Normal Magazine].

## Œuvres audiovisuelles
- Louisa's Bolero , 2012, vidéo-clip pour l'artiste Liesa Van der AA ;
- And the God created… Women, 2011, film.

## Expositions
Marc Lagrange a exposé à Amsterdam, en Allemagne, en Belgique, en Italie, en France et aux États-Unis.
- 1997 : biennale de la photographie de Knokke, exposition de groupe ;
- 2000 : Fotohappening Guestphotographer Kalmthout (Belgique) ;
- 2001 : exposition Lagrange et Herman Brood, Art Depot, Bonheiden (Belgique) ;
- 2003 :
  - Art Company Gallery Eindhoven (Pays-Bas) ;
  - Art Depot Bonheiden (Belgique) ;
- 2004 :
  - Gallery Kunst & Co Amstelveen (Pays-Bas) ;
  - Le Boudoir à Anvers (Belgique) ;
  - exposition Lagrange et Herman Brood, Art Depot, Bonheiden (Belgique) ;
  - Casino de Beringen (Belgique) ;
  - Gallery Les deux arts, Bruges (Belgique) ;
- 2006 : Anvers, musée de la Photographie ;
- 2007 :
  - Event Supper Club, Amsterdam ;
  - Knokke, Absolute Art Gallery
- 2009 :
  - Villa Amori, Lionel Gallery, Laren (Pays-Bas) ;
  - Polarized, Leonhard's Gallery, Anvers (Belgique) ;
  - Villa Amori, Absolute Art Gallery, Knokke (Belgique) ;
  - Elizee Lust Iconen, Coxyde (Belgique) ;
- 2010 : Polarized, Trimph Gallery, Moscou (Russie) ;
- 2012 :
  - Paris, rue Mazarine, galerie Corrado Bortone, Eyes Wide Shut ;
  - août : Amsterdam, galerie Pien Rademakers, exposition personnelle Solo Expo ;
  - Extra Large, rétrospective, Graz (Autriche) ;
  - Realisme Art Fair, avec Pien Rademakers, Amsterdam (Pays-Bas) ;
  - Lxry Masters Fair, Amsterdam ;
  - Art Basel Miami, Miami (États-Unis) ;
  - L. A. Art Platform Fair, avec Modern Book Gallery, Los Angeles (États-Unis) ;
- 2013 :
  - Atelier Piettrasanta II ;
  - Realisme Art Fair, avec Pien Rademakers, Amsterdam (Pays-Bas) ;
  - Art at the Warehouse avec MPV Gallery, Rotterdam (Pays-Bas) ;
  - Winter-Show, Absolute Art Gallery Bruges (Belgique) ;
  - Kunst Rai Art Fair, Amsterdam (Pays-Bas) ;
  - ArtMRKT, San Francisco (États-Unis) ;
- 2014 :
  - Hôtel Maritime, Knokke (Belgique) ;
  - Art Miami, Miami (États-Unis) ;
  - Downtown Fair, New York (États-Unis) ;
  - Diamonds & Pearls, Opiom Gallery, Opio (France) ;
  - Regarde moi, exposition avec Martial Lenoir, Paris, galerie Schwab Beaubourg ;
- 2015:
  - Galerie Janssen, Grimaud, rétrospective ;
  - Hôtel Maritime, Chambre #58, Paris, galerie Schwab Beaubourg ;
  - Art Silicon Valley, San Francisco (États-Unis) ;
  - TETAF, Maastricht (Pays-Bas) ;
  - Anvers, Senza Parole, Leonhard's Gallery (Belgique) ;
  - Knokke, Senza Parole ;
  - du 24 septembre au 15 octobre : Paris, Galeries Bartoux, Senza Parole ;
- du 14 avril au 5 juin 2016 : Paris, galerie La Hune.
- 2017:
  - Christmas Wonders, MPV Gallery, Bois-le-Duc (Pays-Bas) ;
- 2018:
  - Chocolate, MPV Gallery, Bois-le-Duc (Pays-Bas) ;

## Réception critique
- Pierre Cornette de Saint-Cyr : « Marc Lagrange met ses sujets en scène dans des poses théâtrales, en montrant une femme délicate sur un éléphant énorme, nue avec un panache de plumes de paons, sautant, ou calmement proche d'un autre visage […] Son ode à la beauté à la beauté est un chant merveilleux qui entraîne vers ce qu'il y a de plus absolu… la beauté de La Femme… »[8]